# Cyanerpes lucidus
A Cyanerpes lucidus a madarak (Aves) osztályának verébalakúak (Passeriformes) rendjébe, ezen belül a tangarafélék (Thraupidae) családjába tartozó faj.

## Előfordulása
A Cyanerpes lucidus előfordulási területe Közép-Amerika és Dél-Amerika északnyugati része. A fő elterjedési területe Mexikó déli részétől egészen Panamáig tart. Kolumbia északnyugati területein is vannak állományai.
Egyes biológus szerint ez a madár azonos az indigócukormadárral (Cyanerpes caeruleus), de mivel Panamában és Kolumbiában mindkét faj megtalálható, de mégsem szaporodik egymással, az „egy és ugyanaz a faj” elmélet elvetendő.

## Alfajok
- Cyanerpes lucidus isthmicus
- Cyanerpes lucidus lucidus

## Megjelenése
Ennek a madárnak 10 centiméteres a hossza és 11 grammos a testtömege. A fekete csőre hosszú és hajlott. A hím tollazatának az alapszíne liláskék, azonban a szárnyai, fartolla és begye feketék; a lábai élénksárgák. A tojó háta és feje zöldeskék, torka és hasa halvány zöldessárga, a hason kékes csíkokkal. A fiatal hím színezete majdnem azonos a tojóéval, de a feje és a begye zöldebb. Élőhelyének jelentős részét megossza a kék cizével (Cyanerpes cyaneus); legfőbb megkülönböztető jeleik az eltérő lábszíneik, hiszen a Cyanerpes lucidus-é sárgák, míg a kék cizéé vörösek.

## Életmódja
Főleg a lombkoronák lakója, de az erdőszéleken és a másodlagos erdőkben is fellelhető. Párban vagy kis csoportban él. Tápláléka főleg nektár, de bogyók és rovarok is. A rozsdás törpekuvik (Glaucidium brasilianum) vészjelzéseire azonnal reagál.

## Szaporodása
A tojó építi a fára a sekély fészket, és ő is költi ki a két tojásból álló fészekaljat.

## Képek

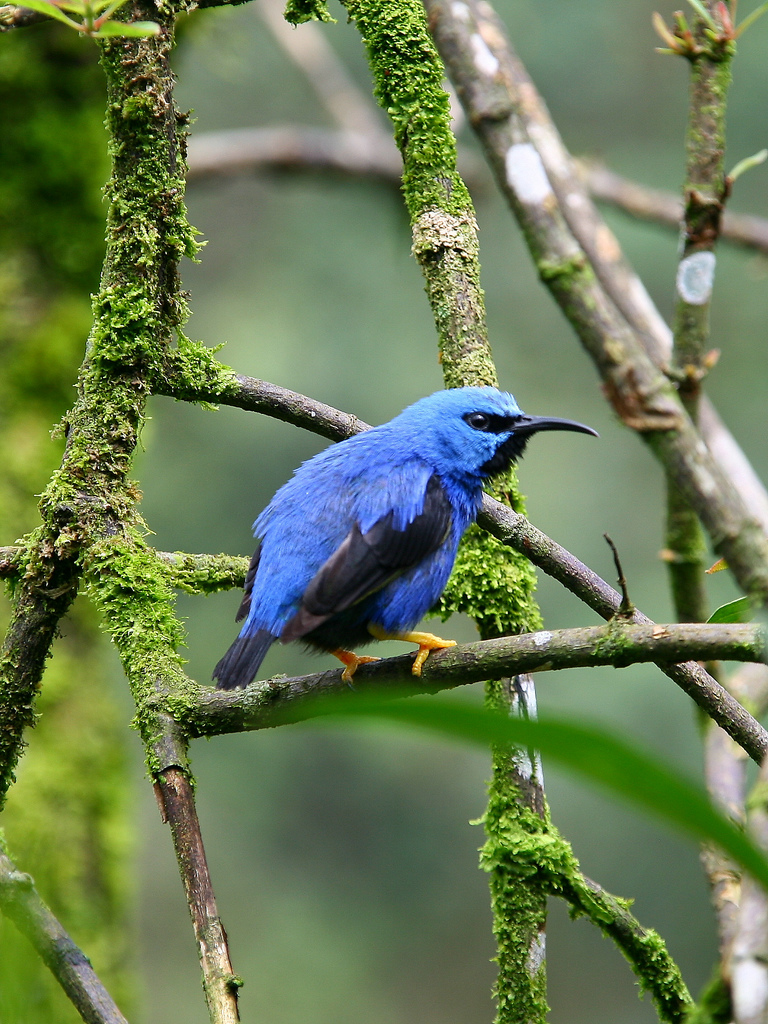
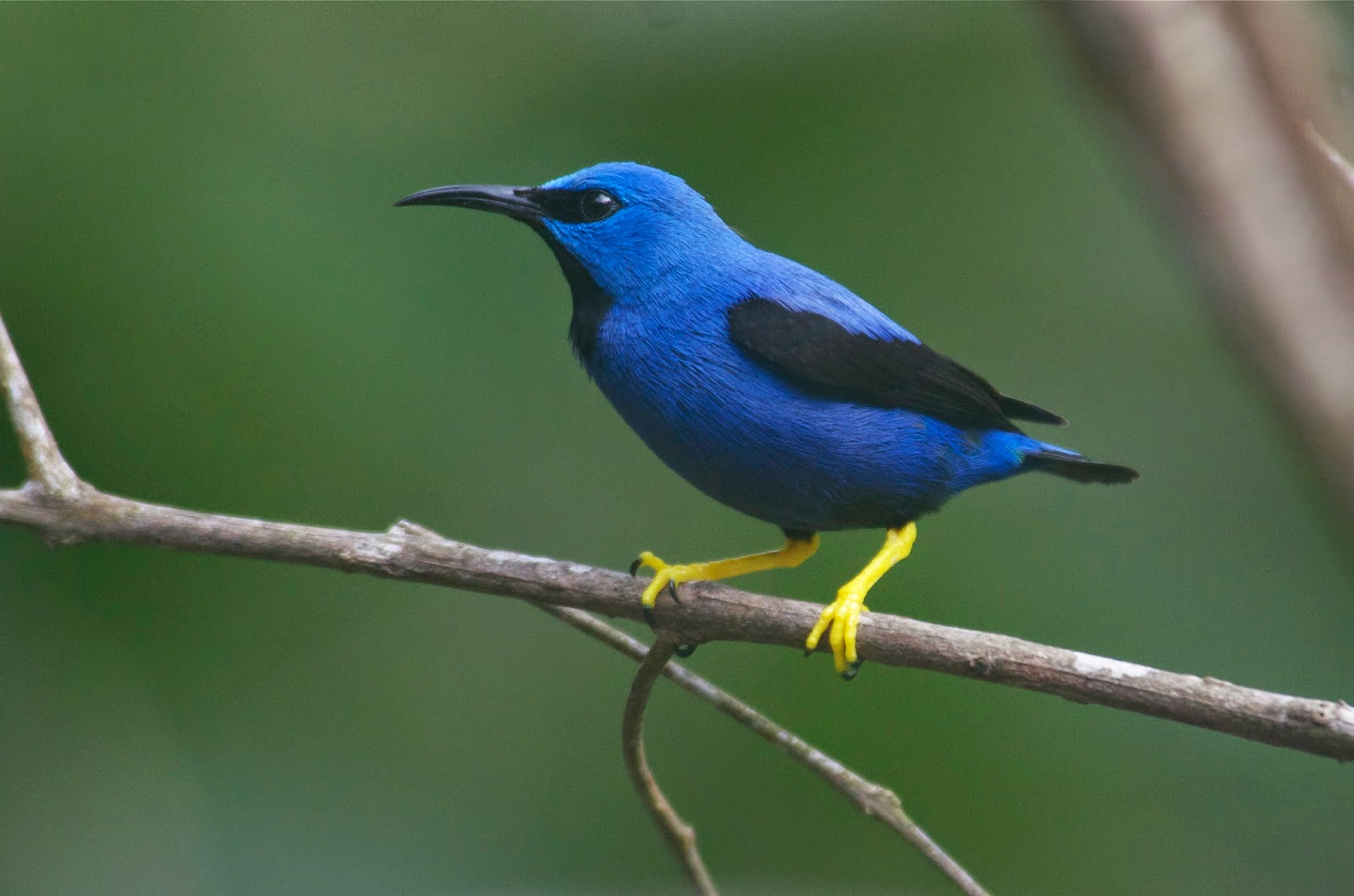
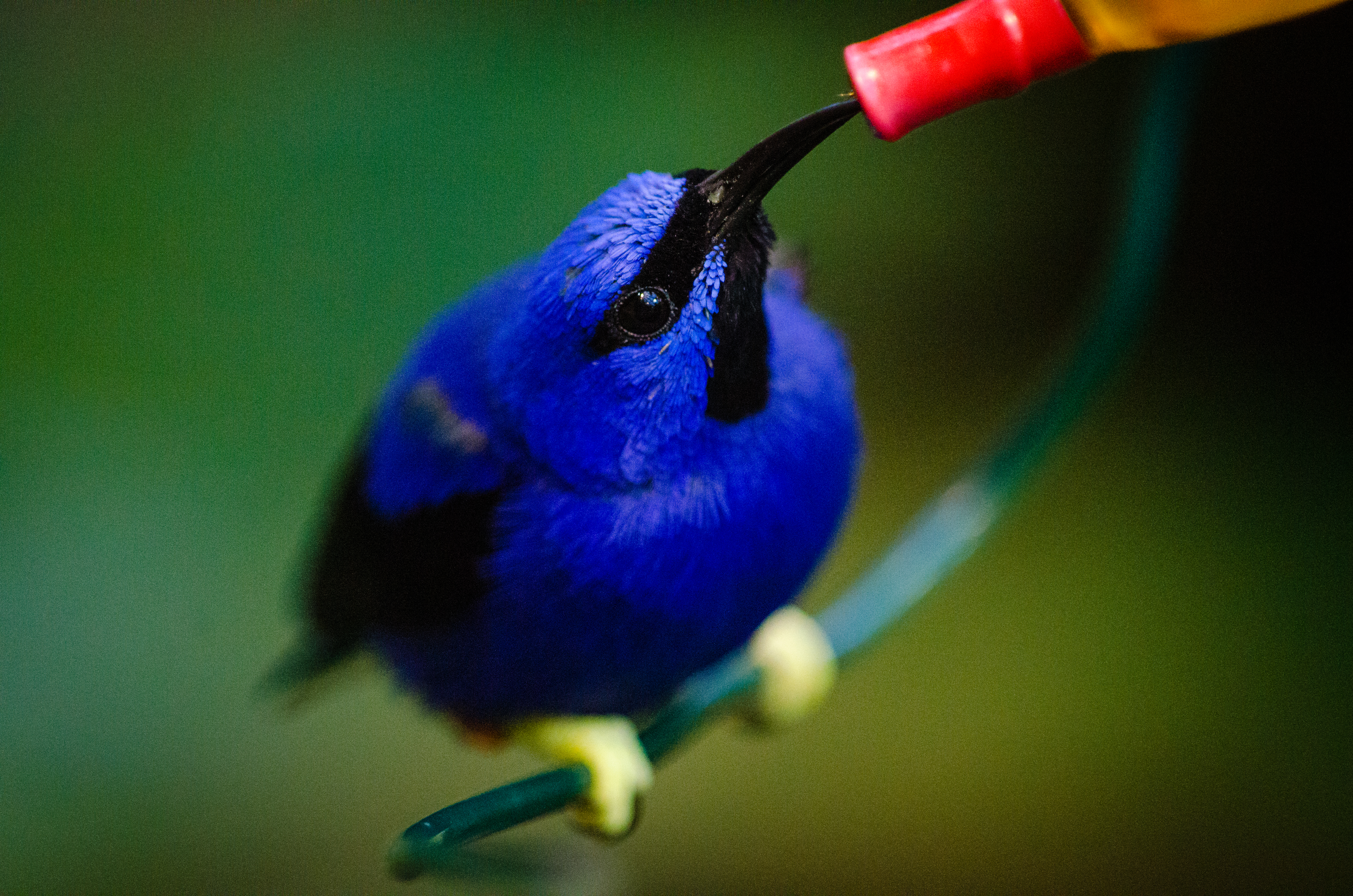

### Fordítás
- Ez a szócikk részben vagy egészben  a   Shining honeycreeper című angol Wikipédia-szócikk ezen változatának fordításán alapul.  Az eredeti cikk szerkesztőit annak laptörténete sorolja fel. Ez a jelzés csupán a megfogalmazás eredetét és a szerzői jogokat jelzi, nem szolgál a cikkben szereplő információk forrásmegjelöléseként.